# Grafikfähiger Taschenrechner

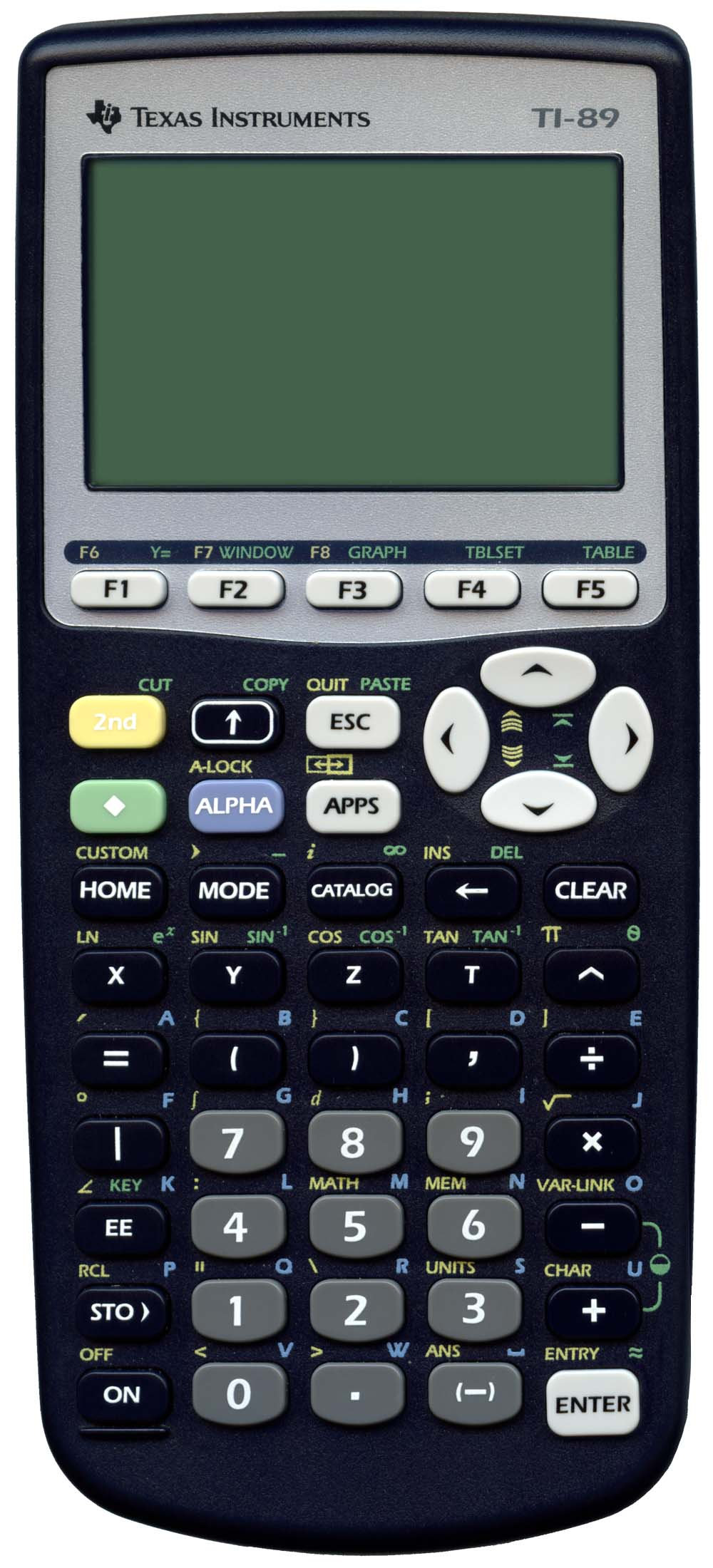
TI-89, Grafikrechner mit CAS

Ein grafikfähiger Taschenrechner (kurz Grafikrechner oder GTR) ist eine tragbare Rechenmaschine, die in der Regel ein höher auflösendes Display als konventionelle Taschenrechner aufweist und mehrzeilige Ein- und Ausgaben sowie die Darstellung von einfachen Grafiken (zum Beispiel Funktionsgraphen oder Diagramme) unterstützt. Einige Modelle sind inzwischen mit einem hintergrundbeleuchteten Farbdisplay ausgestattet. Im Regelfall sind Grafikrechner darüber hinaus programmierbar. Seit einigen Jahren bereits sind höherwertige Modelle mit Flash-ROM-Speichern ausgestattet, wodurch ihr Betriebssystem aktualisiert und zusätzliche Software aufgespielt werden kann.

## Kategorien
Grafikrechner werden im Regelfall, d. h. von den Herstellern und hinsichtlich Prüfungsvorschriften von den Kultusministerien, in die folgenden Gruppen eingeteilt:
- Numerisch-grafische Taschenrechner bzw. Grafikrechner im engeren Sinne (kurz: GTR) arbeiten rein numerisch, d. h., die Lösungen von Gleichungen, Ableitungen von Funktionen usw. werden allein mit numerischen Verfahren bestimmt und als Näherungswerte innerhalb der Rechengenauigkeit des Rechners ausgegeben.
- Symbolisch-grafische Taschenrechner (kurz: SGTR) oder Computeralgebra-Taschencomputer (kurz: CA-TC) rechnen hingegen symbolisch, können also algebraisch Gleichungen lösen, Ableitungsfunktionen bestimmen, Stammfunktionen ermitteln usw. Klassisches Beispiel: TI-92.
- Neueste Modelle wie z. B. TI-Nspire CAS bieten über die Computeralgebra-Funktionalität hinaus auch noch dynamische Geometrie, Tabellenkalkulation, dynamische Statistik, mathematisch aktive Worksheets und Schnittstellen zu Messwerterfassungssystemen.

## Hersteller und bekannte Modelle
| Hersteller        | Modelle ohne CAS (GTR)                       | Modelle mit CAS (SGTR)                        |
| ----------------- | -------------------------------------------- | --------------------------------------------- |
| Casio             | Casio CG 20, Casio 9860G II, Casio 9750 G II | Classpad 330 Plus, Casio FX 2.0 Plus          |
| Hewlett-Packard   | HP 39GII                                     | HP Prime                                      |
| Sharp             | EL-9900G SII                                 | keine                                         |
| Texas Instruments | TI-Nspire (CX), TI-84 Plus                   | TI-89 Titanium, Voyage 200, TI-Nspire (CX)CAS |

## Grafikrechner in der Schule in Deutschland

### Evaluationen
Der erste Grafikrechner, der Casio fx-7000G, wurde 1985 produziert. In Deutschland werden verschiedene Aspekte des Einsatzes von Grafikrechnern im Unterricht seit 1991 evaluiert. Eine erste große Evaluation wurde von 1991 bis 1996 in Sachsen-Anhalt durchgeführt.
Aktuelle Modellversuche, die aufgrund der großen Zahl teilnehmender Schüler (über 1.000) und der langen Dauer (über fünf Jahre) bedeutsam sind, sind z. B. CALiMERO in Niedersachsen oder M3-Modellversuch Medienintegration im Mathematikunterricht in Bayern.

### Curriculare Situation und Zulassung in Unterricht und Prüfung in Deutschland
Im Rahmen der pädagogischen Freiheit obliegt es der jeweiligen Lehrkraft, über den Einsatz von Grafikrechnern im Unterricht zu entscheiden. In den Lehrplänen vieler Bundesländer sind Grafikrechner als Hilfsmittel explizit genannt, teilweise ist ihre Verwendung verbindlich vorgeschrieben wie z. B. in Baden-Württemberg, Niedersachsen oder Sachsen.
In Nordrhein-Westfalen ist der Einsatz von Grafikrechnern ab dem Schuljahr 2014/15 in der gymnasialen Oberstufe verpflichtend.
Hinsichtlich des Einsatzes in Prüfungen gibt es zumindest für zentral gestellte Prüfungen, z. B. Abitur, bundeslandspezifische Regelungen.
In Baden-Württemberg ist der Einsatz von Grafikrechnern ab dem Abitur 2017 (berufliche Gymnasien) bzw. 2019 (allgemeinbildende Gymnasien) verboten.

### Didaktisch-methodische Überlegungen
In zahlreichen nationalen und internationalen Studien wurden die Einflüsse von Grafikrechnern mit oder ohne Computeralgebra auf den Lernerfolg der Schülerinnen und Schüler untersucht. In diesen Studien wurden auch verschiedene Gelingensbedingungen für den Einsatz von GTR in Unterricht und Prüfung genannt.
Neben den Möglichkeiten der Veranschaulichung mathematischer Zusammenhänge (Stichwort: The Power of Visualization) werden in der Literatur u. a. folgende didaktische Ideen diskutiert:
- Whitebox-Blackbox-Prinzip und Blackbox-Whitebox-Prinzip:[11] Im Unterricht wechseln sich Phasen der Verwendung eines Hilfsmittels ab. In der Blackbox-Phase wird eine gegebene Funktion des Hilfsmittels verwendet, ohne diese zu hinterfragen. In der Whitebox-Phase wird diese spezifische Funktion untersucht. Beispiel: Whitebox-Phase = Entwicklung eines Begriffes oder Algorithmus; Blackbox-Phase = Anwendung der zuvor entwickelten Konzepte und Algorithmen auf praktische Probleme oder zur Entwicklung höher mathematischer Kompetenzen.
- Gerüstmethode:[12] Schüler können sich auf das Erlernen fortgeschrittener mathematischer Kompetenzen konzentrieren, insbesondere auch dann, wenn einige der vorausgesetzten Fertigkeiten noch nicht oder nicht ausreichend beherrscht werden.
- Modul-Prinzip oder Baustein-Prinzip:[13] Zusammenfügen von Wissenseinheiten zur kognitiven Entlastung z. B. von Routineaufgaben.
- Window-Shuttle-Technik:[14] Erreichung eines tieferen Verständnisses durch den Wechsel zwischen verschiedenen prototypischen Darstellungen.
- Rule of the Three:[15] Jedes mathematische Problem sollte gleichberechtigt grafisch, numerisch und analytisch betrachtet werden.
- Multiple Repräsentationen:[16] Erweiterung der Rule of the Three und Zusammenführung mit der Window-Shuttle-Technik um geometrische, sprachliche und gegebenenfalls weitere Dimensionen.
- Drei-Säulen-Modell:[17] Der Grafikrechner als Rechen-, Lehr- und Lernwerkzeug.

### Kontroverse Diskussion um die verpflichtende Einführung der GTR in NRW
In Nordrhein-Westfalen hat der Erlass „Gebrauch von graphikfähigen Taschenrechnern im Mathematikunterricht der gymnasialen Oberstufe und des Beruflichen Gymnasiums“ vom 27. Juni 2012 zu einer kontroversen Diskussion geführt.
Als Reaktion auf die vielfache Kritik des Erlasses ist am 10. April 2014 ein Ergänzungserlass „Gebrauch eines Computer-Algebra-Systems (CAS) auf Tablets, Laptops und Computern im Mathematikunterricht und in Prüfungen der gymnasialen Oberstufe und des Beruflichen Gymnasiums“ veröffentlicht worden.
Derzeit (Stand Februar 2015) besteht in Nordrhein-Westfalen seit dem Ergänzungserlass vom 10. April 2014 die paradoxe Situation, dass unter den im Ergänzungserlass genannten Bedingungen in der gymnasialen Oberstufe Tablets mit CAS-Software an Schulen erlaubt sind, aber Tablets, die dem klassischen GTR entsprechen, nicht zugelassen sind. An Weiterbildungs- und Berufskollegs sind Tablets sowohl mit CAS- als auch mit GTR-Software erlaubt, sofern die Bestimmungen des Ergänzungserlasses eingehalten werden.